# Boliwia na Letnich Igrzyskach Olimpijskich 2020
Boliwia na Letnich Igrzyskach Olimpijskich 2020 – występ kadry sportowców reprezentujących Boliwię na igrzyskach olimpijskich, które odbyły się w Tokio w Japonii, w dniach 23 lipca - 8 sierpnia 2021 roku.
Reprezentacja Boliwii liczyła pięcioro zawodników - trzech mężczyzn i dwie kobiety, którzy wystąpili w 3 dyscyplinach.
Był to piętnasty start tego kraju na letnich igrzyskach olimpijskich.

## Reprezentanci

### Lekkoatletyka
Mężczyźni
| Zawodnik    | Konkurencja   | Eliminacje | Eliminacje | Ćwierćfinał | Ćwierćfinał | Półfinał | Półfinał | Finał | Finał   |
| Zawodnik    | Konkurencja   | Czas       | Miejsce    | Czas        | Miejsce     | Czas     | Miejsce  | Czas  | Miejsce |
| ----------- | ------------- | ---------- | ---------- | ----------- | ----------- | -------- | -------- | ----- | ------- |
| Bruno Rojas | Bieg na 100 m | 10,64      | 11.        | NQ          | NQ          | NQ       | NQ       | NQ    | NQ      |

Kobiety
| Zawodniczka   | Konkurencja   | Finał   | Finał   |
| Zawodniczka   | Konkurencja   | Czas    | Miejsce |
| ------------- | ------------- | ------- | ------- |
| Ángela Castro | Chód na 20 km | 1:42:25 | 48.     |

### Pływanie
Mężczyźni
| Zawodnik         | Konkurencja           | Eliminacje | Eliminacje | Półfinał | Półfinał | Finał | Finał   |
| Zawodnik         | Konkurencja           | Czas       | Miejsce    | Czas     | Miejsce  | Czas  | Miejsce |
| ---------------- | --------------------- | ---------- | ---------- | -------- | -------- | ----- | ------- |
| Gabriel Castillo | 100 m st. grzbietowym | 58,24      | 39.        | NQ       | NQ       | NQ    | NQ      |

Kobiety
| Zawodniczka  | Konkurencja       | Eliminacje | Eliminacje | Półfinał | Półfinał | Finał | Finał   |
| Zawodniczka  | Konkurencja       | Czas       | Miejsce    | Czas     | Miejsce  | Czas  | Miejsce |
| ------------ | ----------------- | ---------- | ---------- | -------- | -------- | ----- | ------- |
| Karen Torrez | 50 m st. dowolnym | 25,77      | 35.        | NQ       | NQ       | NQ    | NQ      |

### Tenis ziemny
| Zawodnik     | Konkurencja             | 1/32                     | 1/16             | 1/8              | Ćwierćfinał      | Półfinał         | Finał/BM         | Finał/BM |
| Zawodnik     | Konkurencja             | Przeciwnik Wynik         | Przeciwnik Wynik | Przeciwnik Wynik | Przeciwnik Wynik | Przeciwnik Wynik | Przeciwnik Wynik | Pozycja  |
| ------------ | ----------------------- | ------------------------ | ---------------- | ---------------- | ---------------- | ---------------- | ---------------- | -------- |
| Hugo Dellien | gra pojedyncza mężczyzn | Novak Đoković P 2:6, 2:6 | NQ               | NQ               | NQ               | NQ               | NQ               | NQ       |